# 福尔马林

甲醛，福尔马林的主要溶质

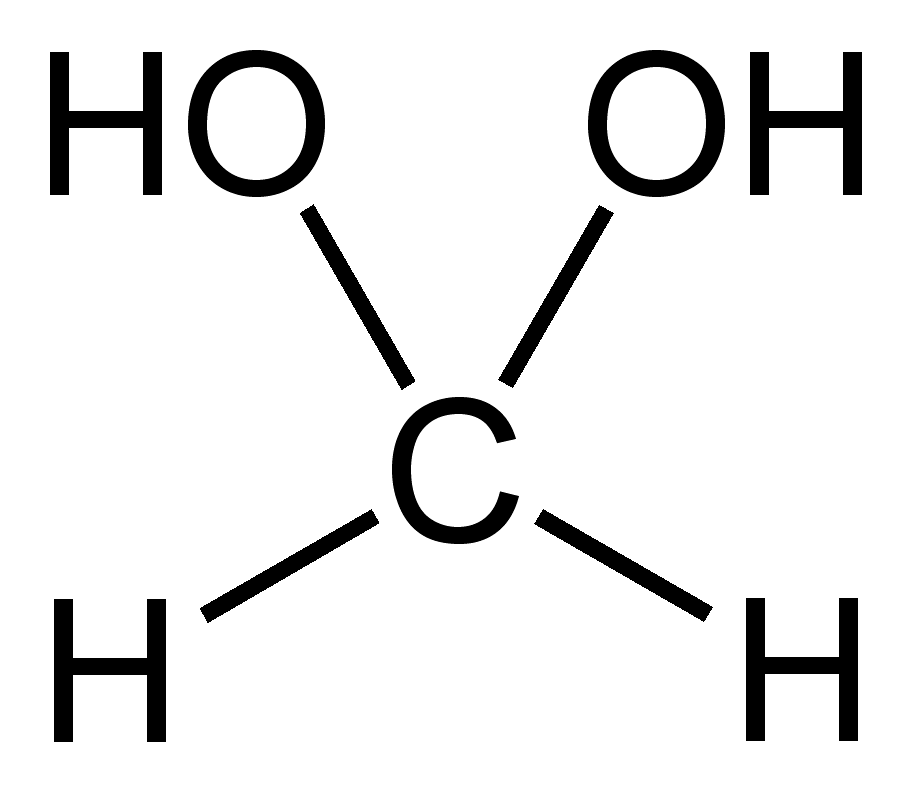
甲二醇，甲醛的水合物，福尔马林的主要溶质之一

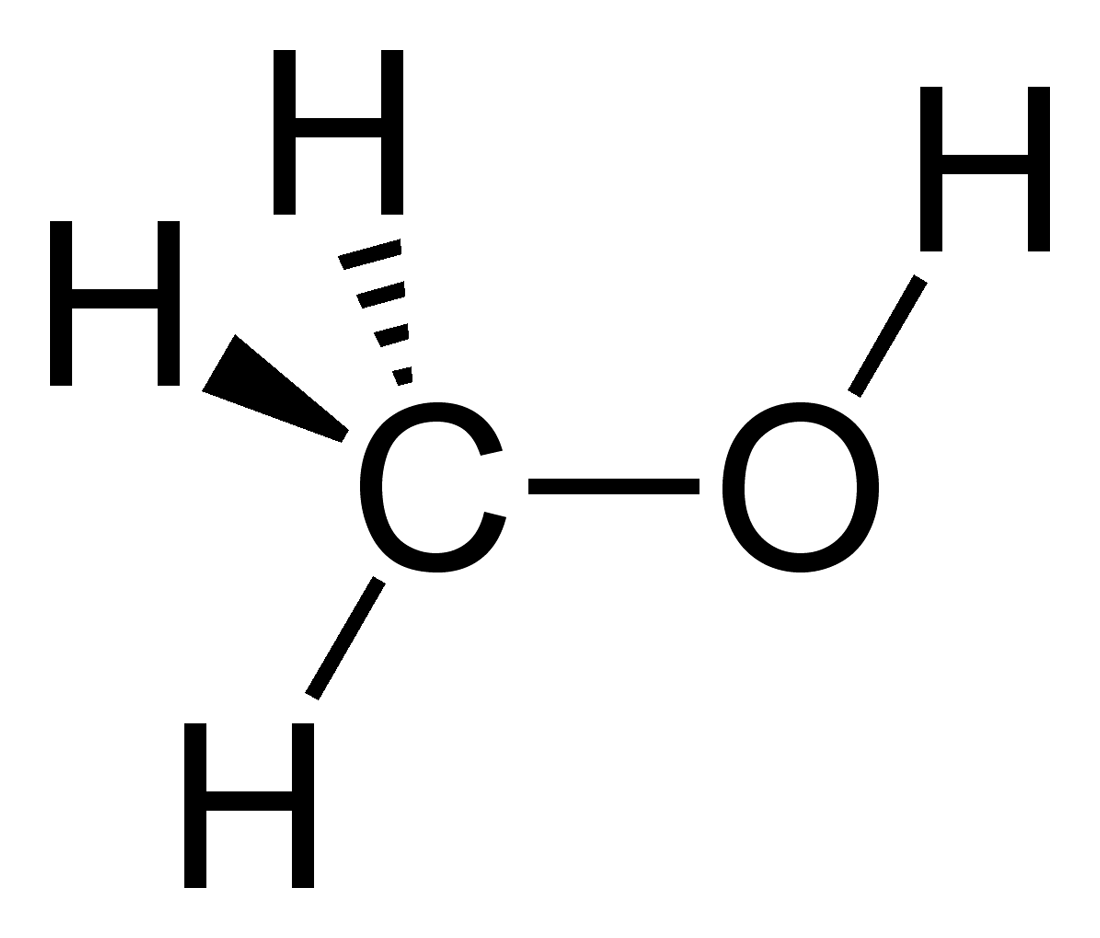
甲醇，福尔马林中防止甲醛聚合的溶质

福尔马林（英語：Formalin），是甲醛含量为35%至40%（重量百分比為37%；體積百分比為40%）的水溶液，也加入10%～15%的甲醇防止聚合。具有防腐、消毒和漂白的功能，不同领域各有其作用，但福爾馬林會散發出刺鼻的氣味。甲醛被國際癌症研究中心（IARC）列為明確人類致癌物質，影響人體健康。

## 醫學
常用於保存病理切片、手術器械和病房消毒等。醫護人員在使用時都必須配戴醫用手套，專防甲醛的濾毒口罩來防止傷害，普通的不織布棉紗口罩及活性碳口罩無法阻隔福爾馬林對人的傷害。

## 生物學
作為標本的保質媒介，透過浸泡方式阻隔標本本品與空氣接觸，防腐保存。

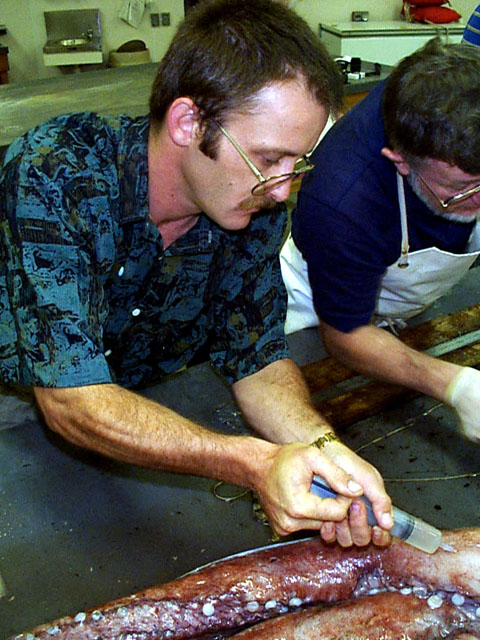
用福爾馬林注射，保存一個巨型烏賊標本。

## 食品业
在食物中添加福尔马林，主要是漂白、凝固蛋白質及防腐保鮮。（对人体有害）

## 养殖漁业
养殖漁业中以福尔马林为杀菌剂，让鱼类进行药浴，主要是用在寄生性疾病。

## 对人体的伤害
甲醛被國際癌症研究中心（IARC）列為明确人類致癌物質（I类），为甲醛水溶液的福尔马林对人体亦有伤害。
美國國家研究委員會（NRC）的文件列出福尔马林对人体的伤害：
皮肤接触福尔马林會引發刺激、化學灼傷、腐蝕及過敏反應，严重者会全身潰爛。
吸入甲醛：
- 0.01～2.0ppm：鼻癢、次是流鼻水、還有眼睛癢、頭痛等。
- 5ppm以上：上呼吸道、下呼吸道的呼吸困難或将造成慢性肺部阻塞，严重者会肺水腫或肺炎。
- 100ppm以上：死亡。